# Luis Jerónimo Bonaparte
Luis Jerónimo Bonaparte (en francés: Louis Jérôme Victor Emmanuel Léopold Marie; Bruselas, Reino de Bélgica, 23 de enero de 1914-Prangins, Suiza, 3 de mayo de 1997) fue pretendiente al trono de Francia y cabeza de la Casa de Bonaparte durante la Segunda Guerra Mundial. Se destacó por ser miembro activo de la Resistencia Francesa durante la ocupación alemana de Francia, lo cual le valió reconocimientos por parte del gobierno francés al terminar esta.

## Primeros años

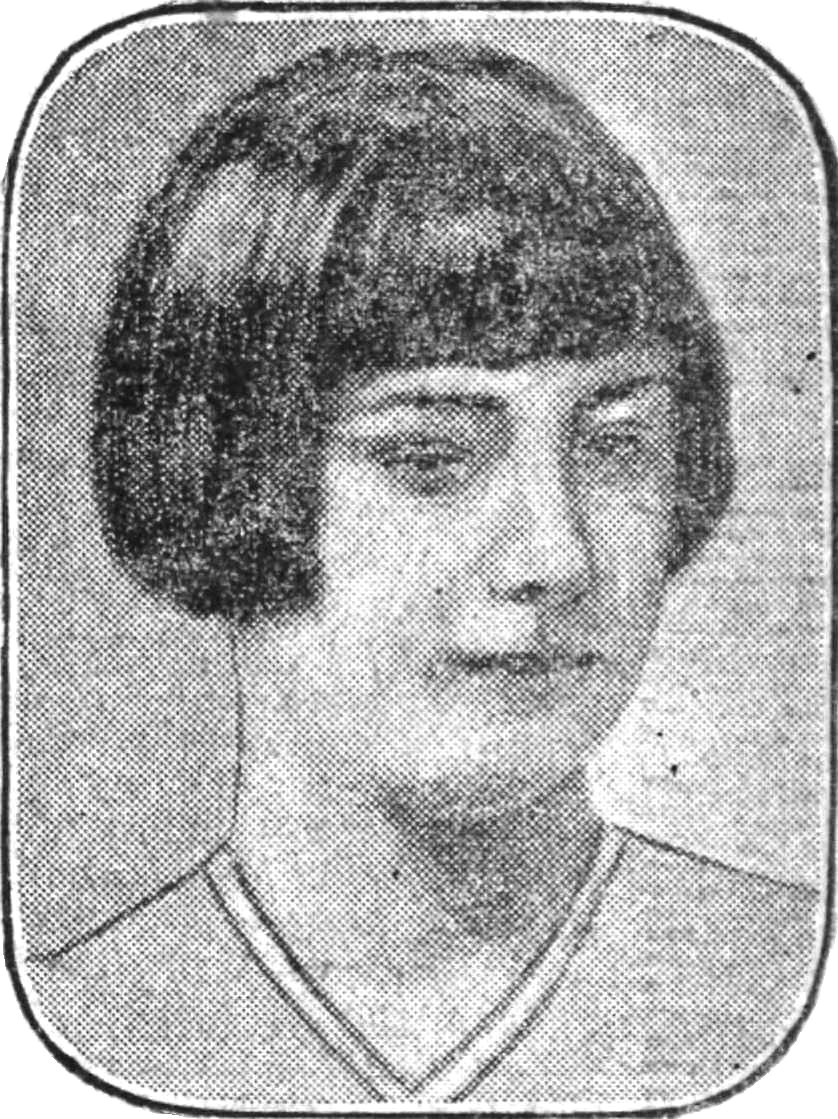
El príncipe Luis Jerónimo Bonaparte en su infancia.

Nacido en el exilio, e hijo de Napoleón Víctor Bonaparte, Príncipe de Monfort y su esposa, la princesa Clementina de Bélgica, fue educado con profundo esmero en Inglaterra bajo la tutela de su tía-abuela, la exemperatriz Eugenia de Montijo. A la muerte de su padre en 1926 asumio la jefatura de la casa Bonaparte, por lo que su madre asumió la regencia de la jefatura familiar hasta que cumpliese la mayoría de edad. Luego, iniciaría estudios en Lovaina y luego en Lausana ciencias políticas y economía. Debido a la ley de exilio de 1886, pasó su mayor parte de la infancia y adolescencia entre Bélgica, Suiza y el Reino Unido.

## Carrera militar
Con el inicio de la Segunda Guerra Mundial, solicita por medio de carta al presidente Edoaurd Daladier su enlistamiento, siendo rechazado inmediatamente debido a las leyes de exilio que proscribían no solamente a los Bonaparte, sino también a otras familias dinásticas de las casas de Borbón y Orleáns. Sin embargo decide enlistarse en la Legión Extranjera bajo el seudónimo de Louis Blanchard  sirviendo activamente en la legión hasta 1940, siendo licenciado por sus servicios debido a la ocupación nazi de Francia y el establecimiento de un gobierno colaboracionista al mando del mariscal Petain. Sin embargo, decide escapar hacia España, en donde buscaría unirse al movimiento de resistencia francés en 1942 junto con su primo, el príncipe Joachim Murat y otros franceses cruzando la frontera de la Francia ocupada con los Pirineos.
Sin embargo es capturado por los alemanes y al conocerse su verdadera identidad, es enviado al chateau de Portalet en donde los alemanes tenían detenidos a una gran mayoría de prisioneros políticos. Luego, bajo instancias de la casa real de Saboya fue sacado bajo arresto domiciliario.

### Su papel en la resistencia francesa
Posteriormente conseguiría escapar de su arresto, uniéndose junto a su primo Murat al ORA (Organisation de Résistance de l’Armée), sirviendo con distinción en el frente de guerra. Durante el transcurso de la misma, sobreviviría a un violento ataque a su transporte en el cual sus compañeros de combate terminarían muertos. Durante este tiempo adopta el seudónimo Louis Monnier, aunque luego sería trasladado a la división alpina en donde adopta su nombre de guerra Louis de Monfort en alusión a su título nobiliario. Al terminar la guerra, el gobierno francés lo condecora con la Legión de Honor, la medalla de la resistencia y la Cruz de Guerra. Por concesión especial se le permitió residir en Francia debido a sus méritos, pero el decidió declinar la oferta, radicándose en Lausana bajo la identidad de Louis, Comte d'Monfort.

## Postguerra
Al finalizar la guerra se radica en Suiza, usando su título de "conde de Montfort" aunque viaja regularmente a Francia, especialmente después de que el gobierno de la IV república revocara las leyes de destierro, casándose con Alix de Foresta, la cual le da cuatro hijos. Mantiene contacto con diferentes organizaciones bonapartistas, promoviendo el legado de la casa imperial Bonaparte, además de donar gran parte de los archivos familiares al estado francés para su conservación. Sin embargo, tendría conflictos graves en el interior de su familia, especialmente con su hijo mayor, el príncipe Carlos María Bonaparte después de que este se divorciara de su esposa y se volviera a casar, cosa que hizo que cambiara su testamento, entregándole la jefatura dinástica a su nieto mayor, el príncipe Juan Cristóbal Napoleón. Al final, fallecería en su residencia en Suiza durante el año de 1997, siendo sepultado con honores en la iglesia de Les Invalides, aunque más tarde sería llevado a la capilla familiar de los Bonaparte en Ajaccio.

## Tratamientos y títulos
| ● 1914-1926: | Su alteza imperial el príncipe Luis Jerónimo Víctor Emmanuel Leopoldo María Bonaparte |
| ● 1926-1943: | Su alteza imperial Luis, príncipe Napoleón (como jefe de la casa Bonaparte)           |
| ● 1943-1997: | Luis, conde de Montfort (como título de incógnito)                                    |

| Predecesor: Napoleón Víctor Bonaparte | Jefe de la Casa de Bonaparte 1926-1997 | Sucesor: Juan Cristóbal Napoleón |